# بن فولدز
بن فولدز (انگلیسی: Ben Folds؛ زادهٔ ۱۲ سپتامبر ۱۹۶۶) خواننده-ترانه‌پرداز، موسیقی‌دان، نوازنده پیانو، آهنگساز، خواننده و تهیه‌کننده موسیقی اهل ایالات متحده آمریکا است. وی از سال ۱۹۸۸ میلادی تاکنون مشغول فعالیت بوده‌است و از سال ۲۰۱۷ نخستین مشاور هنری مرکز هنرهای نمایشی جان اف کندی در واشینگتن، دی.سی. بوده است.
از فیلم‌ها یا برنامه‌های تلویزیونی که وی در آن نقش‌آفرینی کرده است، می‌توان به ما خانواده میلر هستیم، اجتماع، تو بدترینی، میلیاردها و وحشی‌ها اشاره کرد. همچنین از برخی ساخته‌های او در موسیقی آن سوی پرچین و شنل‌قرمزی استفاده شده است. 